# Hinterrübach
Die Ortschaft Hinterrübach ist ein Ortsteil der Gemeinde Lindlar, im Oberbergischen Kreis im Regierungsbezirk Köln in Nordrhein-Westfalen.

## Lage und Beschreibung
Der Ortsteil liegt nordöstlich von Lindlar. Südlich des Ortes verläuft die Kreisstraße 21 von Lindlar nach Kaiserau.

## Geschichte
1247 wurde der Ort das erste Mal als Rubeke urkundlich erwähnt. Der Name leitet sich von rub, rubbeln, dem Plätschern eines Baches ab. Diese Namensdeutung folgert, dass die erste Besiedelung vermutlich im 10. Jahrhundert vom Fronhof Lindlar ausgehend geschah. Im Mittelalter gehörte Rübach zur Honschaft Remshagen im Kirchspiel Lindlar.
In einer Urkunde von 1550 wird vermerkt: „Nider Rubach, hait 1 soll, Roill“.
In Hinterrübach stand der freiadlige Hof Rübach. In einer Urkunde aus dem Jahre 1697 heißt es: „Zwei churfürstliche Halfen zu Reubach.“ Sonst ist über diesen Hof urkundlich nichts überliefert.
Die Topographia Ducatus Montani des Erich Philipp Ploennies, Blatt Amt Steinbach, belegt, dass der Wohnplatz bereits 1715 eine Hofstelle besaß, die als o. Rübach beschriftet ist. Carl Friedrich von Wiebeking benennt die Hofschaft auf seiner Charte des Herzogthums Berg 1789 als Kubach. Aus ihr geht hervor, dass der Ort zu dieser Zeit weiterhin Teil der Honschaft Remshagen im Oberen Kirchspiel Lindlar war.
Der Ort ist auf der Topographischen Aufnahme der Rheinlande von 1825 als Rübach verzeichnet. Die Preußische Uraufnahme von 1840 zeigt den Wohnplatz unter dem Namen Hint. Rübach. Ab der Preußischen Neuaufnahme von 1894/96 ist der Ort auf Messtischblättern regelmäßig als Hint. Rübach später als Hinterrübach verzeichnet.
1822 lebten 34 Menschen im als Haus kategorisierten und (Klein-)Rübach bezeichneten Ort, der nach dem Zusammenbruch der napoleonischen Administration und deren Ablösung zur Bürgermeisterei Lindlar im Kreis Wipperfürth gehörte. Für das Jahr 1830 werden für den als Klein Rübach bezeichneten Ort 38 Einwohner angegeben. Der 1845 laut der Uebersicht des Regierungs-Bezirks Cöln als Ober-Rübach bezeichnete und als Hof kategorisierte Ort besaß zu dieser Zeit drei Wohngebäude mit 29 Einwohnern, alle katholischen Bekenntnisses.
Die Gemeinde- und Gutbezirksstatistik der Rheinprovinz führt Hinterrübach 1871 mit fünf Wohnhäusern und 29 Einwohnern auf. Im Gemeindelexikon für die Provinz Rheinland von 1888 werden für Hinter Rübach vier Wohnhäuser mit 28 Einwohnern angegeben. 1895 besitzt der Ort vier Wohnhäuser mit 24 Einwohnern und gehörte konfessionell zum evangelischen Kirchspiel Ründeroth, 1905 werden vier Wohnhäuser und 18 Einwohner angegeben.

## Sehenswürdigkeiten
- eingeschossiger Bruchsteinbau, 17. Jahrhundert

## Busverbindungen
Haltestelle Vorderrübach:
- 307 Lindlar – Frielingsdorf – Hütte / Berghausen – Kotthauserhöhe / Wasserfuhr – Gummersbach Bf. (OVAG)
- 335 Frielingsdorf – Hartegasse / Fenke – Lindlar – Linde – Biesfeld – Dürscheid – Herkenrath – Sand – Bergisch Gladbach (S) (OVAG)